# 神照寺 (可児市)
神照寺（じんしょうじ）は、岐阜県可児市兼山にある高野山真言宗の寺。本尊は鬼門封じ不動明王。

## 歴史
1543年（天文12年）に、金山城（美濃国）の鬼門封じに斎藤道三の猶子である当時の城主・斎藤大納言正義により、現在の地に鎮民祈祷院が建立された。
その後、宗舜が寂入された1618年（元和3年）までの間に、神照寺の名で寺院として開山されたが、正確な年号は定かではない。

## 正五九護摩祈祷
正月・五月・九月は三長斎月といわれ、天部等が巡行し、すべての善悪を四天王に報告するという。
古来より、各月は八斎戒を守り、仏道修行に励み功徳を積むという風習があり、三長斎月に参拝正五九参りすればより良き功徳が得られるとされる。
三長斎月に修する護摩祈祷を正五九護摩祈祷といい、真言密教の加持祈祷である。本尊鬼門封じ不動明王のご利益により、独特の護摩木に悪難を封じ込めると言われている。

## 定例行事
毎月29日 午前11時より お勤め 法話

## 特別行事
| 正五九護摩祈祷              |  | 1月・5月・9月の29日 午前11時より                             |
| 可児二十一大師霊場開白 結願 |  | 4月21日 午前9時より午後4時まで                               |
| 人形仏具供養                |  | 12月29日 午前11時より（9時半から12時半まで受付。事前郵送可） |

## 交通手段
- 名鉄広見線 明智駅車で北東へ約14分。駐車場有。
- YAOバス八百津 - 明智線（鉄道代替バス）約14分 明智駅バス停から兼山橋下車 徒歩約2分